# Província da Baía de Massachusetts
```
   |-
       |
Erro:
:  
valor não especificado para "
nome_comum
"
```

A Província da Baía de Massachusetts foi um território britânico ultramarino estabelecido em 7 de outubro de 1691 na América Britânica por William III e Mary II ("William & Mary"), monarcas dos reinos da Inglaterra e da Escócia, respectivamente. 
A carta de concessão entrou em vigor em 14 de maio de 1692 e incluiu como parte da nova Província: a Colônia da Baía de Massachusetts, a Colônia de Plymouth, a Província do Maine, as ilhas de Martha's Vineyard, Nantucket, e também a Nova Escócia e Nova Brunswick; a "Comunidade de Massachusetts" foi o sucessor direto. Maine é um estado separado desde 1820, e Nova Escócia e New Brunswick são agora províncias canadenses, tendo sido parte da província somente até 1697.
O nome Massachusetts vem dos índios Massachusett, uma tribo algonquiana. Foi traduzido como "na grande colina", "no local das grandes colinas" ou "no conjunto das colinas", com referência às "Blue Hills" e à "Great Blue Hill" em particular.

## Antecedentes
O assentamento colonial das margens da baía de Massachusetts começou em 1620, com a fundação da Colônia de Plymouth. Outras tentativas de colonização ocorreram ao longo da década de 1620, mas a expansão dos assentamentos ingleses só começou em larga escala com a fundação da colônia da baía de Massachusetts em 1628 e a chegada do primeiro grande grupo de colonos puritanos em 1630. Nos dez anos seguintes, houve uma grande migração de puritanos para a região, levando à fundação de várias novas colônias na Nova Inglaterra. Na década de 1680, o número de colônias da Nova Inglaterra havia se estabilizado em cinco; a Colônia de Connecticut, a Colônia de Rhode Island e Plantações de Providence e a Província de New Hampshire faziam fronteira com a área em torno da Baía de Massachusetts e Plymouth. A Baía de Massachusetts, no entanto, era a mais populosa e economicamente significativa, hospedando uma frota de comerciantes considerável.
As colônias tiveram lutas com algumas das tribos indígenas. A tribo Pequot foi praticamente destruída na Guerra Pequot durante a década de 1630, e a Guerra do Rei Filipe, na década de 1670, dizimou os Narragansetts no Sul da Nova Inglaterra. A guerra do rei Filipe também foi muito cara para os colonos da Nova Inglaterra, interrompendo a expansão por vários anos.
Massachusetts e Plymouth eram ambos um tanto politicamente independentes da Inglaterra em seus primeiros dias, mas essa situação mudou após a restauração de Charles II ao trono inglês em 1660. Charles buscou uma supervisão mais próxima das colônias e tentou introduzir e reforçar o controle econômico sobre suas atividades. Os Atos de navegação aprovados na década de 1660 eram amplamente desagradáveis em Massachusetts, onde os comerciantes frequentemente se viam presos e em desacordo com as regras. No entanto, muitos governos coloniais não aplicaram os atos, particularmente Massachusetts, e as tensões aumentaram quando Charles revogou a primeira Carta de Massachusetts em 1684.
Em 1686, o sucessor de Charles II, o Rei James II, formou o Domínio da Nova Inglaterra, que finalmente criou uma única unidade política fora dos territórios britânicos, que ia da baía do Delaware até a baía do Penobscot Penobscot Bay. O governador do domínio, Sir Edmund Andros, era altamente impopular nas colônias, mas ele era especialmente odiado em Massachusetts, onde irritava praticamente todo mundo ao impor rigidamente os Atos de Navegação, desocupar títulos de terras, apropriar-se de uma casa de reuniões puritana como local de hospedagem de serviços para a Igreja de Inglaterra, e restringindo as "town meeting" (reuniões da cidade), entre outras queixas diversas. James foi deposto na Revolução Gloriosa de 1688, quando os líderes políticos de Massachusetts se levantaram contra Andros, prendendo-o e outras autoridades inglesas em abril de 1689. Isso levou ao colapso do Domínio, pois as outras colônias rapidamente reafirmaram suas antigas formas de governo.
A colônia de Plymouth nunca teve uma carta real, então seu governo sempre esteve em pé de alguma forma precário. O governo colonial de Massachusetts foi restabelecido, mas não tinha mais uma carta válida, e alguns oponentes do antigo domínio puritano se recusaram a pagar impostos e se engajaram em outras formas de protesto. Agentes provinciais viajaram para Londres, onde o "Increase Mather" representava os antigos líderes da colônia, e ele solicitou aos novos governantes William III e Mary II ("William & Mary") que restaurassem a antiga carta colonial. O rei William recusou, quando percebeu que isso poderia resultar em um retorno ao domínio religioso. Em vez disso, os Senhores do Comércio combinaram as colônias de Plymouth e Massachusetts Bay na Província da Baía de Massachusetts. Eles emitiram uma carta para a Província em 7 de outubro de 1691 e nomearam Sir William Phips como governador.

## Período Provincial
A nova carta diferia da antiga em vários aspectos importantes. Uma das principais mudanças foi inaugurada por causa da objeção de Mather, alterando os requisitos de elegibilidade para votação de qualificações religiosas para propriedade da terra. O efeito dessa mudança tem sido objeto de debate entre os historiadores, mas há um consenso significativo de que ela aumentou muito o número de homens habilitados a votar. As novas regras exigiam que os eleitores em potencial possuíssem £ 40 em propriedades ou imóveis que rendessem pelo menos £ 2 por ano em aluguel; Benjamin Labaree estima que isso incluísse cerca de três quartos da população masculina adulta na época.
A segunda grande mudança foi que altos funcionários do governo foram nomeados pela coroa em vez de serem eleitos, incluindo governador, tenente governador e juízes. A assembleia legislativa (ou Tribunal Geral) continuou a ser eleita, no entanto, e foi responsável pela escolha dos membros do Conselho do Governador. O governador tinha poder de veto sobre as leis aprovadas pelo Tribunal Geral, bem como sobre nomeações para o conselho. Essas regras diferiam em aspectos importantes das cartas reais desfrutadas por outras províncias. O mais importante era que agora o Tribunal Geral possuía os poderes de apropriação e que o conselho era escolhido localmente e não nomeado pelo governador ou pela Coroa. Isso enfraqueceu significativamente o poder do governador, que se tornou importante mais tarde na história da província.
O território da província também foi bastante expandido além do originalmente reivindicado pelas colônias de Massachusetts e Plymouth. Seus territórios inicialmente incluíam a atual região continental de Massachusetts, Oeste do Maine e partes dos estados modernos vizinhos; esse território foi expandido para incluir a Acádia ou Nova Escócia (na época, abrangendo a atual Nova Escócia, Nova Brunswick e Leste do Maine), bem como o que era então conhecido como Condado de Dukes na Província de Nova Iorque, consistindo nas ilhas de Nantucket, Martha's Vineyard e as Elizabeth.

## Período Colonial
No rescaldo da revolta contra Andros, as defesas coloniais foram retiradas das fronteiras, que foram então repetidamente invadidas por forças francesas e indígenas do Canadá e da Acádia. A Guerra da Rainha Ana estourou em 1702 e durou até 1713. O governador de Massachusetts, Joseph Dudley, organizou as defesas coloniais e houve menos ataques do que anteriormente. Dudley também organizou expedições em 1704 e 1707 contra Acadia, um refúgio para corsários franceses, e solicitou apoio de Londres para esforços mais ambiciosos contra a Nova França. Em 1709, Massachusetts levantou tropas para uma expedição contra o Canadá (então uma província da Nova França), que foi cancelada; tropas foram novamente convocadas em 1710, quando a capital acadiana de "Port Royal" foi finalmente capturada.
Por causa dessas guerras, a colônia havia emitido papel-moeda cujo valor estava em constante declínio, levando a crises financeiras. Isso levou a propostas para criar um banco que emitisse notas lastreadas em imóveis, mas o governador Dudley e seu sucessor Samuel Shute se opuseram à ideia. Dudley, Shute e os governadores posteriores tentaram sem sucesso convencer o tribunal geral a fixar salários para funcionários nomeados pela coroa. O conflito sobre o salário atingiu um pico durante a breve administração de William Burnet. Ele manteve a assembleia provincial em sessão por seis meses, realocando-a duas vezes, numa tentativa frustrada de forçar a questão.
No início da década de 1720, os índios Abenaki do Norte da Nova Inglaterra retomaram a invasão de comunidades fronteiriças, incentivados por intrigantes franceses, mas também preocupados com a invasão inglesa em suas terras. Essa violência foi finalmente derrubada pelo governador em exercício William Dummer na Guerra de Dummer, e muitos abenakis se retiraram do norte da Nova Inglaterra para o Canadá após o conflito.
Na década de 1730, o governador Jonathan Belcher contestou o poder do legislador de direcionar apropriações, vetando projetos de lei que não lhe davam a liberdade de desembolsar fundos como julgasse conveniente, e isso significava que o tesouro da província estava frequentemente vazio. Contudo, Belcher recebeu permissão da Junta Comercial para aceitar doações anuais do legislativo em vez de um salário fixo. A crise cambial aumentou novamente durante seu governo, resultando em um renascimento da proposta de banco de terras à qual Belcher se opôs. Seus oponentes ficaram intrigados em Londres em removê-lo e o banco foi estabelecido, mas sua existência durou pouco, pois um ato do Parlamento o dissolveu à força. Isso transformou vários colonos importantes contra a coroa e o Parlamento, incluindo o pai do líder político da Guerra Revolucionária Americana, Samuel Adams.
Os próximos 20 anos foram dominados pela guerra. A Guerra do Rei George estourou em 1744, e o governador William Shirley reuniu tropas de toda a Nova Inglaterra por um ataque à fortaleza francesa de Louisbourg, que teve sucesso em 1745. Louisbourg foi devolvido à França no final da guerra em 1748, no entanto, muito a o aborrecimento dos neozelandeses. O governador Shirley era relativamente popular, em parte porque ele conseguiu evitar ou refinar as questões mais controversas que seus antecessores haviam levantado. A Guerra Franco-Indígena estourou em 1754, e Shirley foi elevado ao mais alto comando militar devido à morte do general Edward Braddock em 1755. Ele não conseguiu gerenciar a logística em larga escala exigida pela guerra, e foi descomissionado em 1757. Seu sucessor, Thomas Pownall, supervisionou o restante da guerra, que terminou em 1760.

## Revolução

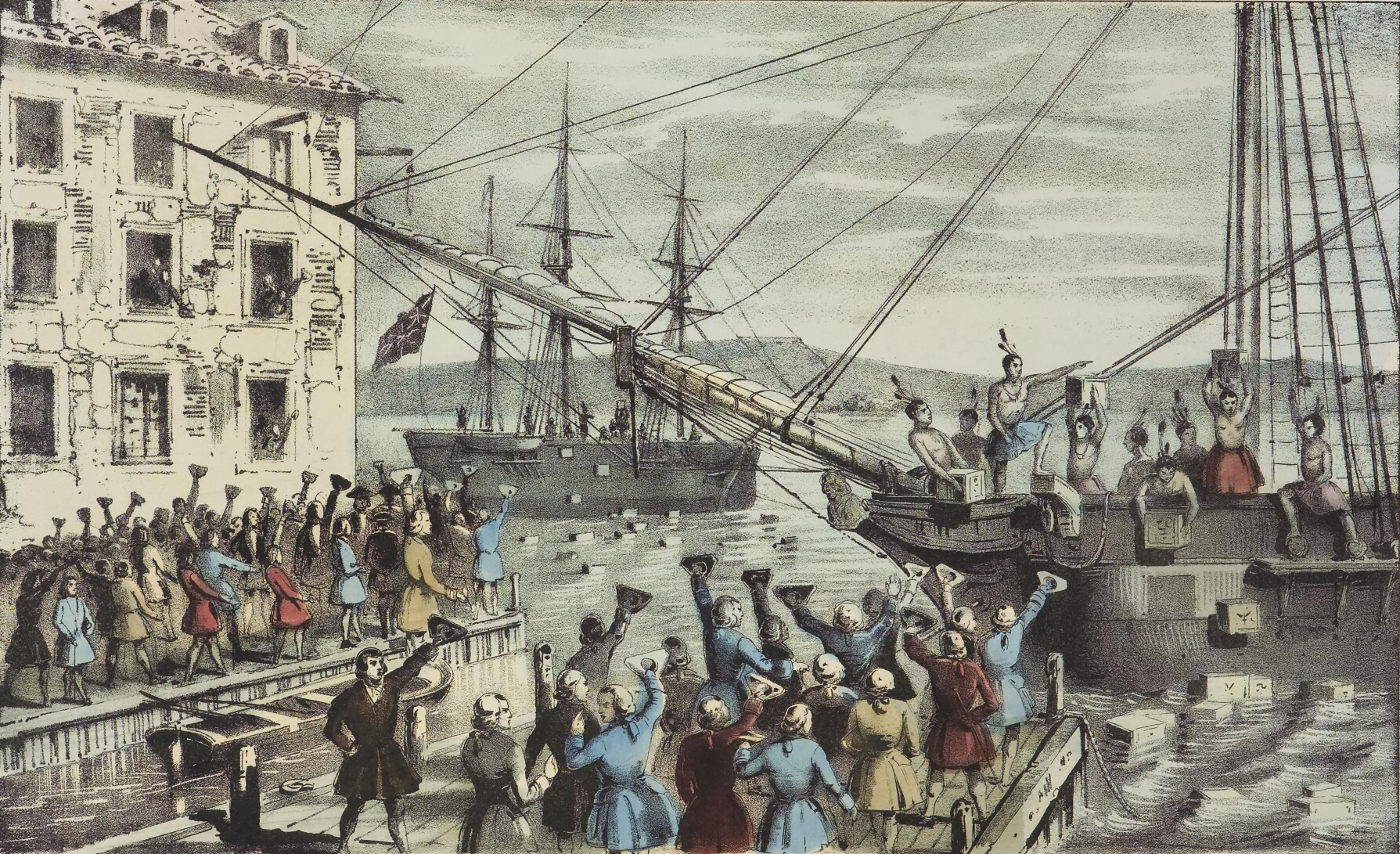
A destruição de chá no porto de Boston em 1773.

A década de 1760 e o início da década de 1770 foram marcadas por uma maré crescente de frustração colonial com as políticas de Londres e com os governadores enviados para implementá-las e aplicá-las. Tanto Francis Bernard quanto Thomas Hutchinson, os dois últimos governadores não militares, eram amplamente detestados por questões grandes e pequenas, principalmente as tentativas do Parlamento de impor impostos às colônias sem representação. Hutchinson era um nativo de Massachusetts que serviu por muitos anos como vice-governador, mas autorizou tropas do Exército Britânico em Boston, que eventualmente precipitaram o massacre de Boston em 5 de março de 1770. Nessa época, Samuel Adams, Paul Revere, John Hancock e outros se opunham ativamente às políticas da coroa.
O Parlamento aprovou os "Atos Townshend" em 1767 e 1768, que faziam parte de um conjunto de "atos" que os americanos chamavam de "Atos Intoleráveis", e o Tribunal Geral de Massachusetts autorizou uma "carta-circular" denunciando-os como inconstitucionais. O governador real  Francis Bernard exigiu que o Tribunal Geral rescindisse a carta, mas eles recusaram, então ele dissolveu o Tribunal Geral, o que levou a uma ampla violência e tumultos em Boston. Os oficiais reais fugiram para o Castelo William e a Coroa autorizou o envio de mais tropas para Massachusetts. Os "Filhos da Liberdade" declararam que estavam preparados para enfrentar as autoridades reais com resistência armada, enquanto elementos mais conservadores da sociedade desejavam uma solução política pacífica.
Os cidadãos de Boston resolveram, em uma reunião da cidade, reunir as cidades de Massachusetts em uma convenção, e os delegados se reuniram no Faneuil Hall por seis dias em setembro, com Thomas Cushing atuando como presidente. Muitos líderes dos "Patriotas" estavam pedindo resistência armada nessa época, mas as facções mais moderadas da convenção venceram e a ação militar foi rejeitada.
Os Filhos da Liberdade organizaram outra reunião na Old South Meetinghouse em 1773, desafiando a Lei do Chá; milhares de pessoas compareceram e Samuel Adams organizou um protesto no porto de Boston. Os colonos invadiram navios no porto e jogaram a carga de chá na água, e o protesto passou a ser conhecido como "Festa do Chá de Boston". O general Thomas Gage substituiu Hutchinson como governador real em maio de 1774. Ele foi bem recebido no início, mas sua reputação rapidamente piorou com os Patriots quando ele começou a implementar os Atos Intoleráveis, que incluíam o Ato do Governo de Massachusetts, dissolveram a legislatura e fecharam o porto de Boston até que fossem pagas reparações pelo chá despejado. O fechamento do porto causou grandes danos à economia de Massachusetts e levou a uma onda de assistência solidária de outras colônias.
Os Atos Intoleráveis apenas aumentaram a crise na Nova Inglaterra, pois os colonos de Boston insistiram que seus direitos constitucionais estavam sendo destruídos. As colônias da Nova Inglaterra tinham controle democrático de seus próprios governos, desde a fundação da Colônia de Plymouth em 1620. O Tribunal Geral carecia de autoridade executiva e autoridade sobre as milícias, mas ainda detinha um poder significativo. Os colonos tinham controle sobre o tesouro e os gastos e podiam aprovar leis. Qualquer coisa aprovada pela assembleia estava sujeita a veto pelo governador real, mas o Tribunal Geral controlava os gastos e podia reter o pagamento dos funcionários reais como alavanca. Isso resultou no fato do Governador Real tornar-se um "líder sem poder".
O governo real da Baía da Província de Massachusetts existiu até o início de outubro de 1774, quando membros do Tribunal Geral se reuniram em violação da Lei do Governo de Massachusetts e estabeleceram o Congresso Provincial de Massachusetts, que se tornou o governo de fato. O governador Gage continuou uma autoridade essencialmente militar em Boston, mas o congresso provincial governou o resto de Massachusetts. A guerra finalmente eclodiu em abril de 1775 em Lexington e Concord, o que iniciou a Guerra Revolucionária Americana e o Cerco de Boston. Os britânicos evacuaram Boston em 17 de março de 1776, encerrando o cerco e colocando a cidade sob controle dos Patriotas.
Em 1º de maio de 1776, a Assembleia Geral adotou uma resolução declarando independência em nome de "O Governo e o Povo da Baía de Massachusetts, na Nova Inglaterra". Isto foi seguido pela Declaração da Independência dos Estados Unidos em 4 de julho de 1776, declarando a independência de todas as Treze Colônias.